# Związek Pracy Mocarstwowej
Związek Pracy Mocarstwowej – prosanacyjna organizacja młodych konserwatystów, utworzona w 1928 r. przez członków Związku Akademickiego Myśl Mocarstwowa. Do czołowych działaczy należeli: Rowmund Piłsudski (sekretarz generalny ZPM), Jerzy Giedroyc, Roger Raczyński, Tadeusz Morawski, Bohdan Podoski, Leon Janta-Połczyński, Ksawery Pruszyński, Mieczysław Pruszyński, Konstanty Łubieński, Adolf Maria Bocheński, Aleksander Bocheński, Kazimierz Studentowicz. Pod wpływem ZPM pozostawały organizacje: Liga Samowystarczalności Gospodarczej, paramilitarna Legia Mocarstwowa i Związek Drużyn Ludowych Mocarstwowej Polski. Organizacje mocarstwowe wydawały pisma: „Myśl Mocarstwowa”, „Mocarstwowiec”, „Zielona Gromada”.
ZPM głosił imperializm polski, skierowany przeciw Niemcom i Rosji, dążący do odbudowy imperium jagiellońskiego „od morza do morza”. Z tego powodu mocarstwowcy odrzucali nacjonalizm opowiadając się za tolerancją wobec mniejszości narodowych. W polityce wewnętrznej postulowali w miejsce demokracji parlamentarnej ustrój korporacyjny, oparty na hierarchii społecznej i silnej władzy wykonawczej. Popierali obóz Józefa Piłsudskiego przeciwko endekom.
W 1932 r. zaczął się kryzys ZPM, który stracił poparcie konserwatystów z powodu zbytniego radykalizmu. W tych warunkach R. Piłsudski zaczął szukać nowych sojuszników na lewym skrzydle sanacji, co doprowadziło do jego usunięcia w maju 1933 r. Organizacja uległa rozkładowi, jej resztki pod koniec 1937 r. wchłonął Związek Młodej Polski. Sukcesorem ruchu mocarstwowego pozostał „Bunt Młodych”.

## Literatura
- R. Juchnowski: Rowmund Piłsudski (1903–1988). Koncepcje polityczne i społeczne. Wrocław 2009
- J. Tomasiewicz: Naprawa czy zniszczenie demokracji? Tendencje autorytarne i profaszystowskie w polskiej myśli politycznej 1921–1935. Katowice 2012, s. 109-121.
- J. Tomasiewicz: Od monarchizmu do postkonserwatyzmu. Ekstremizm konserwatywny w II Rzeczypospolitej. "Społeczeństwo i Polityka" nr 3 (2011), s. 9-32
- R. Tomczyk: Myśl Mocarstwowa. Z dziejów młodego pokolenia II Rzeczypospolitej. Szczecin 2008